# Rushbrooke with Rougham
Rushbrooke with Rougham – civil parish w Anglii, w Suffolk, w dystrykcie West Suffolk. W 2011 civil parish liczyła 1200 mieszkańców. W obszar civil parish wchodzą także Rougham, Rushbrooke, Blackthorpe i Newthorp.